# Andrew W.K.
Andrew W.K., nombre artístico de Andrew Fetterly Wilkes-Krier, (Stanford, 9 de mayo de 1979) es un músico de rock y productor discográfico estadounidense. También es conocido por haber sido el anfitrión de la serie de televisión de Cartoon Network,  Destruir, construir, destruir.

## Biografía
Andrew W.K. nació en Stanford, California, y creció en Ann Arbor, Míchigan. A los 4 años, empezó a aprender a tocar el piano clásico en la Escuela de Música, Teatro y Danza de la Universidad de Míchigan. Asistió posteriormente a la Greenhills School y a la Community High School, donde aprendió a tocar el teclado de jazz. Su padre es el profesor James E. Krier, un jurista bastante conocido en la Escuela de Derecho de la Universidad de Míchigan y coautor del libro de casos sobre la propiedad "Dukeminier & Krier".
El 4 de octubre de 2008, contrajo matrimonio con Cherie Pourtabib, cuatro años después de conocerse. Andrew actualmente vive en el Midtown de Manhattan, en Nueva York.
En mayo de 2021, W.K. anunció a través de un comunicado de prensa que él y su exesposa Cherie habían iniciado un proceso de divorcio amistoso a finales de 2019. También confirmó que estaba saliendo con la actriz Kat Dennings, después de que ambos se conocieran en Los Ángeles a principios de 2021. Una semana después, el 13 de mayo de 2021, la pareja anunció su compromiso en Instagram.

## Discografía

### Álbumes
- I Get Wet (2001, Island Records) #84 (US Billboard 2002) #1 (Heatseekers 2002); UK #71
- The Wolf (2003, Island Records) #61 (US Billboard 2003); UK #152
- Close Calls With Brick Walls (2006, Universal Music)
- 55 Cadillac (Ecstatic Peace!, Skyscraper Music Maker)

### Versiones japonesas de los álbumes
- The Japan Covers (2008, Universal Music Japan)
- Gundam Rock (9 de septiembre de 2009, Universal Music Japan)

### EP
- AWKGOJ "Girls Own Juice" (EP) (2000, Bulb Records)
- Party Til You Puke (EP) (2000, Bulb Records)
- A Wild Pear (Split 7" EP with The Evaporators) (2009, Mint Records, Nardwuar Records)
- Party All Goddamn Night (2011)

### Recopilaciones
- The Very Best So Far (2008, Universal Music Japan)
- Premium Collection (2008, Universal Music Japan)